# Portugalicië

Eén weergave van Groot-Portugal (de Eonavian en Fala regio's en de stad Olivenza worden niet getoond).

Portugalicië (Portugees/Galicisch: Portugaliza) is een voorgestelde unie van de Portugees sprekende gebieden, waaronder de autonome regio Galicië, de Eonavische regio, het grondgebied van Olivença en vele dorpen langs de Grens tussen Portugal en Spanje die elke vorm van Galicisch-Portugees dialect spreekt, zoals de Fala-taal.
Het concept van Groot-Portugal vindt zijn oorsprong in het Portugese tijdperk van ontdekkingen, toen Portugese navigators en ontdekkingsreizigers eerder onbewoonde landen zoals  Madeira, Ilhas Selvagens, de Azoren en verschillende andere landen in de Atlantische Oceaan ontdekten.
Hoewel wordt gedacht dat het voorstel een recente politieke ideologie is die wordt gehouden door enkele Portugese nationalisten, dateert het veel verder en werd het opgenomen door de Engelse auteur George Young in zijn boek uit 1917: Portugal, Old and Young - an Historical Study, gepubliceerd door Oxford Universiteit krant:

“Met andere woorden, de fundamenten van een Portugese Republiek werden gelegd toen Vasco da Gama de monarchie tot een autocratie maakte door de rijkdom van Indië in zijn zakken te storten, en toen de Portugese onderkoningen het Groot-Portugal in het buitenland stichtten.” 